# Parafia św. Stanisława Męczennika w Koraliszczewiczach
Parafia św. Stanisława Męczennika w Koraliszczewiczach – rzymskokatolicka parafia znajdująca się w archidiecezja mińsko-mohylewskiej, w dekanacie Mińsk-Wschód, na Białorusi.

## Historia

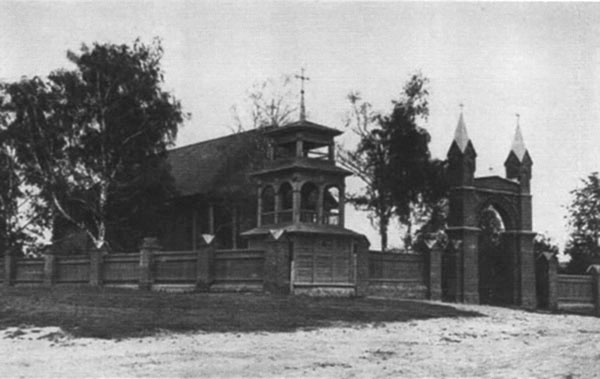
kościół parafialny przed 1917

Kościół katolicki pw. św. Stanisława w Karoliszczewiczach powstał w 1785, ufundowany przez gen. Stanisława Prószyńskiego. Parafia posiadała kaplice filialne w Łoszycy, Obczaku, Dworcu i Paszkiewiczach. W 1930 bolszewicy zamknęli kościół.